# Everything (嵐單曲)
「Everything」是嵐的第27枚單曲。於2009年7月1日發行。唱片公司為J Storm。

## 解說
- 與前作「明日的記憶/Crazy Moon～妳·是·無敵的～」只相距約一個月。作為嵐自身最短時間連續發行的單曲，本作的發售消息早發表於前作剛發售的數天內。本作又是自「Beautiful days」以來久違2作的單獨A面單曲、前作以來連續2作的廣告歌。
- 共分初回限定盤、通常盤2種形態發售。除「Everything」「season」以外，初回限定盤附贈「Everything」的PV，通常盤則額外收錄2曲的Original Karaoke，共計4曲。
- 主打歌為代言廣告au「假如我們不是嵐。」的廣告歌。同為該公司廣告歌的還有「Beautiful days」中的「我就是我的一切」以及本作中的「season」。為此，本作收錄的兩首歌都是同一公司同一系列廣告的廣告歌。PV則是自《安啦沒問題》以來久違的外景拍攝（逗子海岸）。而唱片封面則於鵠沼海岸拍攝。
- 配曲「season」雖跟主打歌同是au的廣告歌，但卻在前前作《Believe/烏雲散去、天氣晴》發售前就進行過完整音樂下載，久經多月的爭取才正式收錄於唱片內。
- 另外，在本作發售約一週前，宣佈於8月19日發售的嵐的第3張精選專輯《1999-2009 完全精選!》中沒有收錄本作的主打歌。

### 主要紀錄
- 取得2009年7月13日付的公信單週單曲榜的首位，是自「PIKA★★NCHI DOUBLE」以來連續16張、合計第23張冠軍單曲。另外在當週榜上，前作仍位列第9，前十中有2張嵐的作品。
- 首日的銷量雖然前作下跌約10萬張以上，但最終初動銷量仍能突破30萬張。在2009年發行的所有的日本單曲中，本作的初動銷量名列自前的前作、前前作之後，獨佔單曲初動銷量前3位。
- 自「Happiness」以來連續8張、合計第9張單月冠軍單曲，並且連續2月都是由嵐的單曲取得第1位。儘管銷量後來達到40萬張，卻在發售後第3週（公信榜準則）離開TOP10，是自2008年發售的「Step and Go」以來，首次取不到雙金白唱片認證（50萬張以上），亦是獨佔眾多銷量榜首的嵐近年不足以振奮人心的一張單曲。

## 收錄曲

### 通常版
1. Everything
au「假如我們不是嵐。與去年不同的夏天。」廣告歌
2. season
au「假如我們不是嵐。」廣告歌
3. Everything（Original Karaoke）
4. season（Original Karaoke）

### 初回限定版

#### CD
1. Everything
2. season

#### DVD
1. Everthing（PV）